# Aperam
Aperam è un'azienda che produce e commercializza acciaio inossidabile, acciaio elettrico e acciai speciali.
La società, separata da ArcelorMittal all'inizio del 2011, è quotata alle borse di Amsterdam, Parigi, Bruxelles e Lussemburgo.
I principali stabilimenti europei di Aperam si trovano in Belgio e Francia.